# Johan Strydom
Gert Johannes (Johan) Cornelius Strydom (* 17. Januar 1938 in Otjiwarongo, Südwestafrika) ist ein namibischer Richter und ehemaliger Chief Justice am Obersten Gerichtshof.

## Leben
Johan Strydom wuchs in seiner Geburtsstadt Otjiwarongo auf und war zunächst als Bankangestellter tätig. Von 1959 bis 1963 studierte er an der Universität Stellenbosch, wo er die Abschlüsse Bachelor of Arts und Bachelor of Laws erlangte. 1964 war er als Staatsanwalt in Windhoek tätig. Im Folgejahr wurde er dort als Rechtsanwalt zugelassen und erlangte 1982 Senior-Status. 1983 wurde er als Richter an den South West African Supreme Court berufen.
Strydom war von 1990 bis 1999 Judge President  des Obergerichts von Namibia. Von März 1999 bis Juni 2003 war er Chief Justice  und ersetzte den Südafrikaner Ismail Mahomed. Mit Erreichen des Rentenalters für Richter (65 Jahre) übernahm er das Amt bis September 2004 interimistisch.
Strydom wurde in den Folgejahren, zuletzt 2016, immer wieder als Richter an das Verfassungsgericht berufen.